# الدوري الشمالي الممتاز 1995–96
الدوري الشمالي الممتاز 1995–96
```
      هو موسم من 
دوري الشمال الممتاز
 
 
[لغات أخرى]
‏
، وهو أعلى دوري كرة قدم في 
أيرلندا الشمالية
، فاز فيه 
Bamber Bridge F.C.
 
[الإنجليزية]
‏
.
[
1
]
```